# Il bacio al lebbroso
Il bacio al lebbroso (Le Baiser au lépreux) è un romanzo del 1922, scritto da François Mauriac. 
Il romanzo è stato tradotto in inglese, ceco, danese, sloveno, finlandese, slovacco, tedesco, spagnolo, croato, rumeno, polacco, ebraico, russo, ungherese e italiano, oltre che in altre lingue.

## Storia editoriale
La traduzione italiana de Il bacio al lebbroso ad opera di Giuseppe Prezzolini, risalente al 1930, presenta la caratteristica, comune all'epoca, di tradurre i nomi dei personaggi. Inoltre ha un'altra prerogativa, assai meno comune, di trascrivere i cognomi come il lettore italiano avrebbe dovuto pronunciarli: “Péloueyre”, cognome del protagonista, diventa “Peluèr”; “d'Artiailh”, cognome di Noémie, è trasformato in “d'Artièl”.

## Trama
(Il bacio al lebbroso, incipit)
Jean, oltre che essere afflitto da un aspetto considerato insano e ripugnante, è un giovane che nella vita coltiva l'unico interesse di sparare agli uccelli. Il padre, ipocondriaco ossessivo, gli ha impedito più volte di andare in collegio, rimandando il distacco fino agli studi liceali. Il ragazzo è sempre stato consapevole della sua sgradevolezza e non ha amici: alle spalle sente risatine e ciò lo rende vieppiù solitario. Animato da una devozione costante, un giorno scopre, dopo una lettura di Nietzsche, che la sua fede è soprattutto un rifugio. Questo lo spinge a porsi domande e a tentare di essere più forte, più dominatore nella vita e nelle azioni. Ma non gli è possibile uscire dallo stato di conforto che le pratiche religiose gli dànno, anche se sostitutive di tutto ciò che gli manca: amici, ragazze, una mamma (la sua è morta di tisi e lui non la ricorda).
Il padre di Jean ha una sorella, madre di Fernand, uomo rozzo ma di successo. Costei auspica che il patrimonio del fratello passi a Fernand; ciò è possibile a condizione che Jean scompaia prematuramente e senza eredi. Per stornare le trame della rapace sorella, il signor Jérôme si allea con il curato del paese e i due trovano una ragazza di buona famiglia, ma povera, da dare in moglie a Jean. La fanciulla, Noémie d'Artiailh, ha diciassette anni, è molto bella e devota; i suoi genitori sono felici di questa unione. Il futuro fidanzato non osa pensare a tanta fortuna ed è convinto che lei non sopporterà il suo aspetto. Avviene così e i due si sposano, ma non arrivano a consumare il matrimonio, per quanto ciascuno abbia un suo modo di amare l'altro. Le loro nottate sono piene di lacrime silenziose e amare.
Intanto Noémie è diventata un'ottima figlia e infermiera per il suocero, che si sente meglio e apprezza le sue attenzioni. Data la situazione, il curato suggerisce a Jean di andare a Parigi a compiere un lavoro di storia locale, consultando le migliori biblioteche. Il viaggio è un pretesto, Jean lo capisce da come vede rifiorire Noémie, tuttavia si adatta e parte. Il soggiorno a Parigi non fa che affossare il ragazzo, che non compie ricerche e non scrive, fuma troppo, si mantiene casto ma trascura la salute e l'alimentazione. Quando è  richiamato a casa, giunge in uno stato di debilitazione che preoccupa moltissimo la moglie. Chiamato un giovane dottore, che cura anche altri malati della zona, questo dichiara che il paziente è prossimo alla tisi. Di fronte a ciò, Noémie si prodiga per il malato, ma questi vuole allontanarsi da lei e non accetta i suoi baci di tenerezza. Dopo qualche giorno riprende a uscire e rimanere il più a lungo possibile lontano da casa.
Il dottorino era stato chiamato al capezzale di Robert, figlio del medico locale dottor Pieuchon, e gli aveva prescritto delle cure, ma ormai l'ammalato è gravissimo e sputa sangue. Jean, all'insaputa dei familiari, passa tante ore al capezzale di Robert, con cui aveva condiviso qualche divertimento, lo ascolta delirare e contrae la tisi. Di notte soffoca la tosse, ma un giorno, proprio quando Robert è spirato, Noémie scopre la verità sulle uscite del marito. Si rivolge al curato per comprendere e i due riflettono sul viaggio rovinoso di Parigi, voluto da entrambi. Il curato si accusa dentro di sé della situazione, ma anche Noémie ha le sue responsabilità. Si mette a curare Jean con il massimo zelo e vuole il suo perdono, ogni giorno fa venire il giovane dottore, il quale ha messo gli occhi su di lei ed è troppo assiduo. Jean fa in tempo ad accorgersi delle manovre del "rivale", ma arriva il momento di congedarsi dalla vita e tutto perde d'importanza. L'ultima alba si porta via Jean, circondato dalla famiglia e assistito dal curato.
La fine di Jean si traduce in un lutto di tre anni. Egli ha lasciato tutte le sue proprietà alla moglie. L'anziano signor Jérôme a sua volta ha redatto un testamento in favore della nuora, purché non si risposi. I genitori di Noémie condividono questa mentalità e non si aspettano dalla figlia altro che obbedienza e modestia. Intanto il dottorino continua a sperare e non immagina che la donna possa resistergli, ma quando è chiaro che Noémie non cederà, lui, che aveva simulato una crisi religiosa, scompare dalla chiesa, non rimpianto. Un giorno d'estate, mentre passeggia in campagna per ragioni di salute (è diventata troppo pesante), Noémie è spaventata dal sopraggiungere del dottore, entrato in una fattoria a curare un malato. Si getta allora tra la vegetazione e comprende che solo la fedeltà a Jean sarà il suo bene.
(Il bacio al lebbroso, explicit)

## Personaggi
- Jean Péloueyre, giovane ricco, ma considerato molto brutto. Vive con il padre, un ipocondriaco.
- Noémie d'Artiailh, giovanissima moglie di Jean, ragazza dall'anima semplice e molto devota.

## Opere derivate
Nel 1979 è stato realizzato l'adattamento televisivo omonimo, diretto da André Michel, con Nathalie Juvet (Noémie), Michel Caccia (Jean Peloueyre), Georges Goubert (Jérôme, il padre di Jean) e Paul Le Person (il curato).

## Edizioni
- François Mauriac, Il bacio al lebbroso, traduzione dal francese di Giuseppe Prezzolini, Treves, Milano 1930.
- Francesco Mauriac, Il bacio al lebbroso, traduzione di Giuseppe Prezzolini, Edizione 2. ed. aumentata di due racconti, F.lli Treves, Milano 1935.
- Francesco Mauriac, Il bacio al lebbroso, traduzione di Giuseppe Prezzolini, Garzanti, Milano 1944.
- François Mauriac, Il bacio al lebbroso: romanzo, (contiene anche: Colpi di coltello; Un letterato; Il demone della conoscenza), traduzione di Giuseppe Prezzolini, Garzanti, Milano 1961.
- Scrittori del mondo: i Nobel: François Mauriac, prefazione di Carlo Bo, UTET, Torino stampa 1964 (contiene: Il bacio al lebbroso; Destini; Groviglio di vipere; Vita di Gesù).